# Ischnosiphon rotundifolius
Ischnosiphon rotundifolius är en strimbladsväxtart som först beskrevs av Eduard Friedrich Poeppig och Stephan Ladislaus Endlicher, och fick sitt nu gällande namn av Friedrich August Körnicke. Ischnosiphon rotundifolius ingår i släktet Ischnosiphon och familjen strimbladsväxter. Inga underarter finns listade.